# Volo Aeroflot 3739 (1988)
Il volo Aeroflot 3739 era un volo passeggeri interno sovietico da Irkutsk a Leningrado con scalo a Kurgan. L'8 marzo 1988, dopo che il Tupolev Tu-154 che operava il volo aveva lasciato Kurgan per dirigersi a Leningrado, fu dirottato dalla famiglia Ovečkin, i cui membri, originari di Sosnovka (ora Territorio di Perm'), cercavano di fuggire dall'Unione Sovietica .I dirottatori chiesero all'equipaggio di dirigere l'aereo a Londra. L'ingegnere di volo convinse i dirottatori a consentire uno scalo in Finlandia per il rifornimento; l'aereo atterrò invece alla base aerea militare sovietica di Veščevo, vicino al confine finlandese, dove venne preso d'assalto dalla squadra di risposta agli incidenti del ministero degli interni sovietico. Durante l'incidente morirono quattro ostaggi e cinque dei dirottatori si suicidarono. Due dei membri sopravvissuti della famiglia Ovečkin furono condannati rispettivamente a otto e sei anni di carcere. Uno dei membri dell'equipaggio è stato insignito dell'Ordine della Bandiera rossa a seguito dell'operazione.

## Contesto
Al momento dell'incidente la famiglia Ovečkin era composta da 12 membri: la madre Nina (Ninel) e i suoi undici figli (sette maschi e quattro femmine). Una delle figlie, Ljudmila, non partecipò al dirottamento poiché era sposata e viveva separatamente in un'altra città. Dopo aver dato alla luce il decimo dei suoi 11 figli, Ninel Ovečkina venne insignita dell'onorificenza sovietica di "Madre eroica". Dopo la morte del marito Dmitrij nel 1984 crebbe i suoi figli da sola a Irkutsk. I ragazzi dettero vita a un gruppo musicale locale chiamato Sem' Simeonov. Dopo il tour della band in Giappone, gli Ovečkin decisero di lasciare l'Unione Sovietica e stabilirsi all'estero, cosa che di solito non era consentita dal governo sovietico. Sebbene potessero rifiutarsi di tornare nel loro paese da uno dei loro viaggi all'estero, gli Ovečkin decisero di dirottare un aereo. Lasciarono un biglietto in cui affermavano che avrebbero incontrato i parenti e si imbarcarono su un Tu-154B appartenente all'Aeroflot, in volo da Irkutsk a Leningrado.

## Dirottamento
Preparandosi al dirottamento, i membri della famiglia Ovečkin acquistarono armi e ne ricavarono due fucili a canna liscia. In caso di fallimento avevano deciso di farsi esplodere piuttosto che essere arrestati. Nascosero le armi e gli ordigni esplosivi in un contrabbasso, che non poteva essere scansionato dai dispositivi di sicurezza aeroportuali a causa delle sue dimensioni. I fratelli Ovečkin avevano precedentemente controllato il sistema di sicurezza durante un volo di prova a Leningrado. Durante l'imbarco sul volo Aeroflot 3739 il personale aeroportuale si offrì di posizionare il contrabbasso nella sezione bagagli, ma gli Ovečkin rifiutarono e pagarono un extra per il trasporto in cabina. Il contrabbasso venne controllato visivamente e ammesso in cabina.
Prima di atterrare a Leningrado, vicino a Vologda, l'equipaggio di volo ricevette una nota dai dirottatori attraverso un'assistente di volo che diceva: "Procedere in Inghilterra (Londra). Non scendere. Altrimenti faremo esplodere l'aereo. Siete sotto il nostro controllo". (La nota è stata successivamente bruciata nella cabina). Il comandante dell'aereo trasmise un segnale di soccorso e segnalò l'emergenza al controllo del traffico aereo di Vologda. Sul terreno i militari avviarono l'Operazione Nabat ("campanello d'allarme" in russo). Uno degli assistenti di volo informò i passeggeri che stavano per atterrare nella città finlandese di Kotka, quando i servizi di terra ordinarono al capitano di atterrare alla base aerea militare Veščevo. L'ingegnere di volo aveva convinto i dirottatori che l'aereo aveva bisogno di fare rifornimento per poter raggiungere Londra.
Poco prima di atterrare i dirottatori si resero conto che in realtà erano ancora in territorio sovietico. Uno dei dirottatori, Dmitrij Ovečkin, uccise un'assistente di volo, Tamara Žarkaja. Dopo che l'aereo atterrò a Veščevo, cinque membri del team di risposta agli incidenti, indossanti il giubbotto antiproiettile, presero d'assalto la cabina di pilotaggio. Da lì, secondo alcuni testimoni oculari, aprirono il fuoco indiscriminato verso il cockpit. Un altro gruppo prese d'assalto l'aereo dalla parte posteriore. In quel momento uno degli Ovečkin gridò tramite l'interfono alla squadra d'intervento: "Comandante, dica loro di non sparare". Durante l'acquisizione dell'aereo uno dei dirottatori, Aleksandr Ovečkin, fece esplodere il suo ordigno esplosivo e morì. L'esplosione ebbe un effetto limitato e causò solo a un incendio nella sezione di coda dell'aereo, spento dall'equipaggio. Ninel Ovečkin ordinò a uno dei suoi figli, Dmitrij, di spararle. Anche altri quattro membri della famiglia Ovečkin si spararono (Vasilij, 26, Dmitrij, 24, Oleg, 21 e Aleksandr, 19). Altri sei membri della famiglia, che erano a bordo, sopravvissero all'assalto del velivolo (Olga, 28, Igor, 17, Tat'jana, 14, Michail, 13, Ul'jana, 10 e Sergej, 9).
Le vittime tra gli ostaggi includevano un assistente di volo e tre passeggeri (due donne di 69 e 70 anni e un uomo di 24 anni), uccisi accidentalmente durante il sequestro dell'aereo. Circa 20 passeggeri rimasero feriti (36 secondo un'altra stima); 14 erano feriti gravemente.

## Conseguenze
I due fratelli Ovečkin più anziani sopravvissuti, Igor e Olga, furono processati il 6 settembre 1988 e condannati rispettivamente a otto e sei anni di carcere. Mentre era in prigione Olga diede alla luce sua figlia Larisa. Successivamente Olga è stata picchiata a morte dal suo ragazzo l'8 giugno 2003.
All'indomani del dirottamento sono state riviste le norme di sicurezza aeroportuale sovietica e si è data priorità alla sicurezza degli ostaggi. Le pratiche riviste hanno impedito altre morti, in particolare durante il dirottamento dell'autobus di Ordzhonikidze del 1988 e i dirottamento degli aerei sovietici del 1990.
La 28enne assistente di volo Tamara Žarkaja, che aveva cercato di placare i dirottatori e uccisa da uno di loro, ha ricevuto postumo l'Ordine della Bandiera rossa.